# Dr. Dolittle (film, 1998)
Dr. Dolittle är en amerikansk komedifilm från 1998 i regi av Betty Thomas.

## Handling
Eddie Murphy spelar en läkare som av en händelse plötsligt återfår gåvan han hade som barn; att kunna tala med djur. Till en början blir han rädd, men sedan inser han att det är en gåva han inte kan bli av med, medan hans kollegor och familj tror att han är psykisk sjuk. Samtidigt försöker han rädda livet på en populär cirkustiger som har fått en kraftig hjärntumör.

## Om filmen
Filmen är mycket löst baserad på Hugh Loftings barnböcker om veterinären som kan tala med djuren. Dessa filmades första gången 1967, då med Rex Harrison i huvudrollen. Denna film fick en uppföljare, Dr. Dolittle 2.

## Rollista i urval
| Roll                  | Skådespelare/originalröst   | Svensk röst               |
| --------------------- | --------------------------- | ------------------------- |
| Dr. John Dolittle     | Eddie Murphy                | Steve Kratz               |
| Archie Dolittle       | Ossie Davis                 | Gunnar Ernblad            |
| Dr. Mark Weller       | Oliver Platt                | Andreas Nilsson           |
| Calloway              | Peter Boyle                 | Jan Nygren                |
| Dr. Gene 'Geno' Reiss | Richard Schiff              | Staffan Hallerstam        |
| Lisa Dolittle         | Kristen Wilson              | Annica Smedius            |
| Dr. Fish              | Jeffrey Tambor              | Claes Månsson             |
| Maya Dolittle         | Kyla Pratt                  | Elina Raeder              |
| Charisse Dolittle     | Raven-Symoné                | Eleonore Telcs Lundberg   |
| Rodney, marsvinet     | Chris Rock                  | Joakim Jennefors          |
| Lucky, hunden         | Norm Macdonald              | Per Sandborgh             |
| Tigern                | Albert Brooks               | Gunnar Ernblad            |
| Råttorna              | John Leguizamo Reni Santoni | Steve Kratz Hans Wahlgren |
| Ugglan                | Jenna Elfman                | Irene Lindh               |